# Kepler-16b
Kepler-16b (formalmente Kepler-16 (AB)-b) é um exoplaneta. É um planeta de massa parecida com Saturno, constituído por metade de gás e outra metade de rocha e gelo, e orbita uma estrela binária, Kepler-16, com um período orbital de 229 dias. "[Ele] é o primeiro planeta confirmado, exemplo inequívoco de um planeta circumbinário um planeta que orbita não uma, mas duas estrelas", disse Josh Carter, do Harvard-Smithsonian Center for Astrophysics, da equipe de descoberta.
Kepler-16b foi descoberto usando a sonda espacial Kepler da NASA. Os cientistas foram capazes de detectar Kepler-16b usando o método de trânsito, quando notaram o escurecimento de uma das estrelas do sistema, mesmo quando o outro não estava eclipsando. Além disso, a duração dos trânsitos e sincronismo de todos os eclipses e trânsitos de Kepler-16b e as suas estrelas no sistema possibilitou com excepcionalmente alta precisão nos cálculos dos tamanhos e massas dos objetos no sistema Kepler-16. O líder da equipe da descoberta de Kepler-16b, Laurance Doyle, do Instituto SETI em Mountain View, Califórnia, disse que sobre esta precisão, "Eu acredito que este é o planeta mais bem medido fora do Sistema Solar". Por exemplo, o raio de Kepler-16b é conhecido por 0.3%, melhor do que qualquer outro exoplaneta conhecido (a partir de setembro de 2011).
Kepler-16b também é incomum em que cabe dentro do raio, que foi pensado para ser o limite interno para a formação do planeta em um sistema estelar binário. De acordo com Sara Seager, especialista planetário do Instituto de Tecnologia de Massachusetts, pensava-se que, para um planeta a ter uma órbita estável em torno de um sistema desse tipo, seria necessário ter uma órbita pelo menos sete vezes mais distante das estrelas. A órbita de Kepler-16b é apenas cerca de metade da distância.
Como pode ser vista a partir da Terra, Kepler-16b ira transitar uma estrela em 2014, e vai parar de cruzar a segunda, a estrela mais brilhante somente em 2018. Depois disso, Kepler-16b permanecerá indetectável usando o método de trânsito até em torno de 2042.
Kepler-16b orbita perto da borda externa da zona habitável, mas é provavelmente um gigante gasoso com temperaturas de superfície em torno de -100 a -70 °C.

## Nome
No artigo do anúncio, a equipe da descoberta, declarou: "Após a Convenção de Referência 22, que pode designar o terceiro corpo Kepler-16 (AB)-b, ou simplesmente "b", quando não há ambiguidade". É listado como Kepler-16 (AB)-b no banco de dados astronômico SIMBAD. O Extrasolar Planets Encyclopaedia lista como Kepler-16 (AB) b.
O Smithsonian Center tem informalmente conhecido Kepler-16b como "Tatooine", uma referência ao planeta fictício que orbita dois sóis que é uma definição chave na série Guerra nas Estrelas. "Uma vez ou outra, vemos que a ciência é estranha e mais estranha que a ficção", disse John Knoll, supervisor de efeitos visuais da Industrial Light & Magic, que trabalhou em vários filmes.

Representação artística do sistema Kepler-16 com Kepler-16A em amarelo, Kepler-16B em laranja e Kepler-16 (AB)-b, em roxo.

## Potencial habitabilidade
A zona habitável do sistema Kepler-16 se estende de aproximadamente 55 a 106 milhões de quilômetros de distância das estrelas individuais. Kepler-16b, tem uma órbita de aproximadamente 104 milhões quilômetros, fica perto na borda externa desta zona habitável. Embora as chances de vida no próprio gigante gasoso são remotas, as simulações realizadas por pesquisadores da Universidade do Texas, sugerem que em algum momento da história do sistema, perturbações de outros organismos poderia ter formado um planeta do tamanho da Terra a partir do centro da zona habitável e migrado para fora de sua órbita. Além disso, os pesquisadores também consideraram a possibilidade de um planeta habitável distante orbitando a cerca de 140 milhões de quilômetros, o que poderia reter a energia térmica necessária para manter a água líquida através de uma mistura espessa de gases do efeito estufa, incluindo dióxido de carbono e metano.